# Boulmer
Boulmer – wieś w Anglii, w hrabstwie Northumberland. Leży 50 km na północ od miasta Newcastle upon Tyne i 446 km na północ od Londynu.